# Hangarki, Dharwad
Hangarki là một làng thuộc tehsil Dharwad, huyện Dharwad, bang Karnataka, Ấn Độ.